# Liste der denkmalgeschützten Objekte in Hagenbrunn
Die Liste der denkmalgeschützten Objekte in Hagenbrunn enthält die denkmalgeschützten, unbeweglichen Objekte der niederösterreichischen Marktgemeinde Hagenbrunn.

## Denkmäler
| Foto |                 | Denkmal                                                     | Standort                                       | Beschreibung | Metadaten |
| ---- | --------------- | ----------------------------------------------------------- | ---------------------------------------------- | --- | --- |
| ja   | Datei hochladen | Ortskapelle hl. Laurentius HERIS-ID: 21197 Objekt-ID: 17514 | gegenüber Hauptstraße 18 Standort KG: Flandorf | Schlichter Saalbau mit eingezogener Rundapsis, um 1800. Gliederung durch Putzfaschen, Rundbogenfenster, westliche Giebelfassade mit Dachreiter über stark profiliertem Traufgesims, rundbogige Schallfenster, Zwiebelhelm.                                                  | BDA-Hist.: Q37859830 Status: § 2a Stand der BDA-Liste: 2025-06-30 Name: Ortskapelle hl. Laurentius GstNr.: .42                            |
| ja   | Datei hochladen | Bildstock HERIS-ID: 21198 Objekt-ID: 17515                  | Standort KG: Flandorf                          | Schlanker Pfeiler mit Wappen. Am Aufsatz Relief. Ende 2015 zerstört. | BDA-Hist.: Q37859844 Status: § 2a Stand der BDA-Liste: 2025-06-30 Name: Bildstock GstNr.: 1221 Hagenbrunn Bildstock Flandorf              |
| ja   | Datei hochladen | Ortskapelle hl. Anna HERIS-ID: 21199 Objekt-ID: 17516       | Schloßgasse 5 Standort KG: Hagenbrunn          | Breitgelagertes Langhaus mit im Norden und Süden seitenschiffartigen Anbauten unter gemeinsamen Westen abgewalmten Satteldach. Ehemalige Schlosskapelle des 1603 errichteten, 1673 umgebauten und 1802 abgetragenen Schlosses. Barocker Bau mit älterem Mauerkern von 1673. | BDA-Hist.: Q37859859 Status: § 2a Stand der BDA-Liste: 2025-06-30 Name: Ortskapelle hl. Anna GstNr.: .50 Hagenbrunn, Ortskapelle hl. Anna |
| ja   | Datei hochladen | Bildstock HERIS-ID: 21200 Objekt-ID: 17517                  | Standort KG: Hagenbrunn                        | Schlanker, vierseitiger Pfeiler, über Gesims Aufsatz mit Reliefs hl. Sebastian und Kreuzigung, bez. 1659. | BDA-Hist.: Q37859878 Status: § 2a Stand der BDA-Liste: 2025-06-30 Name: Bildstock GstNr.: 2206/1                                          |